# Luftbevakningsstation

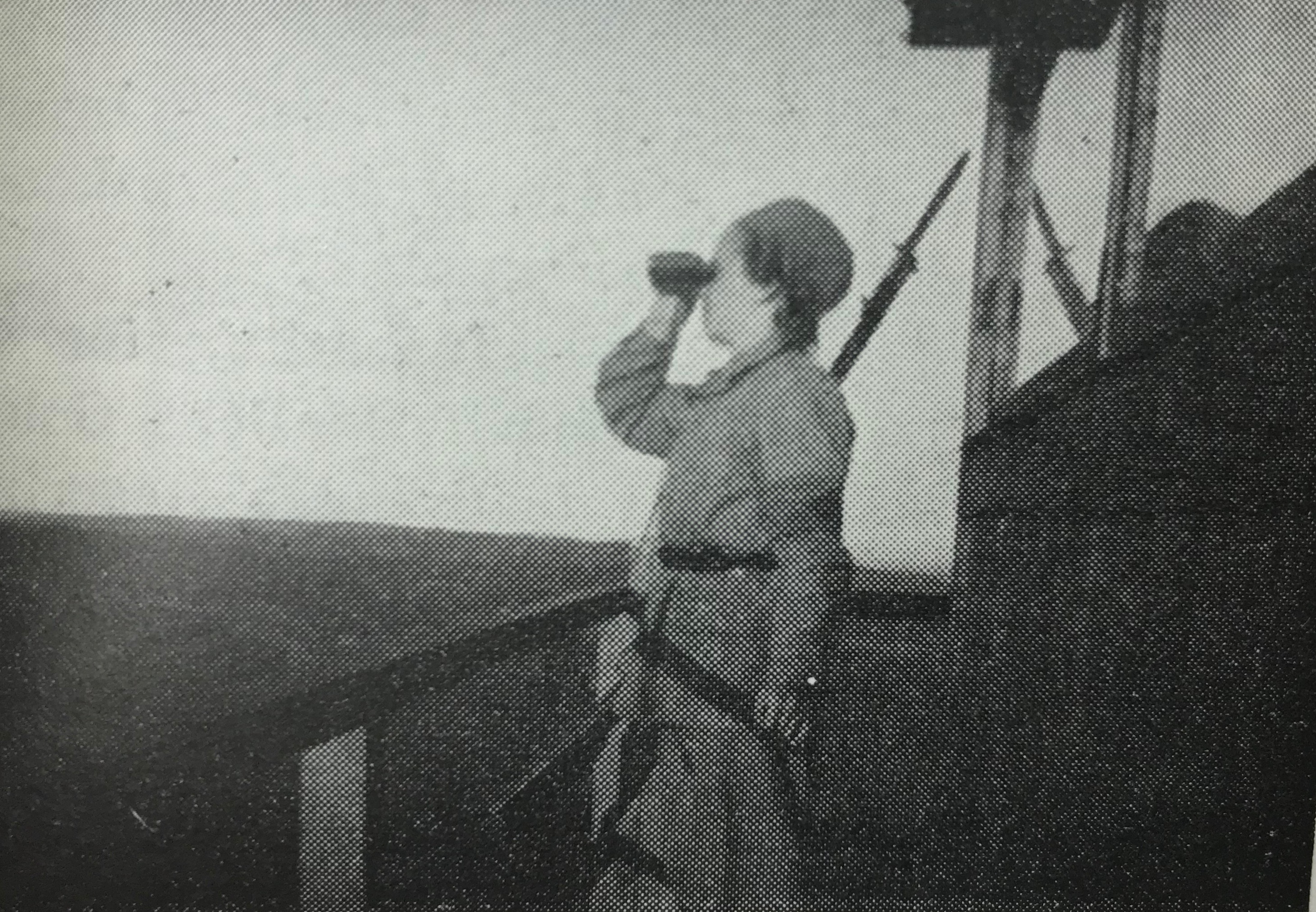
Flickscout i luftbevakningstorn under andra världskriget

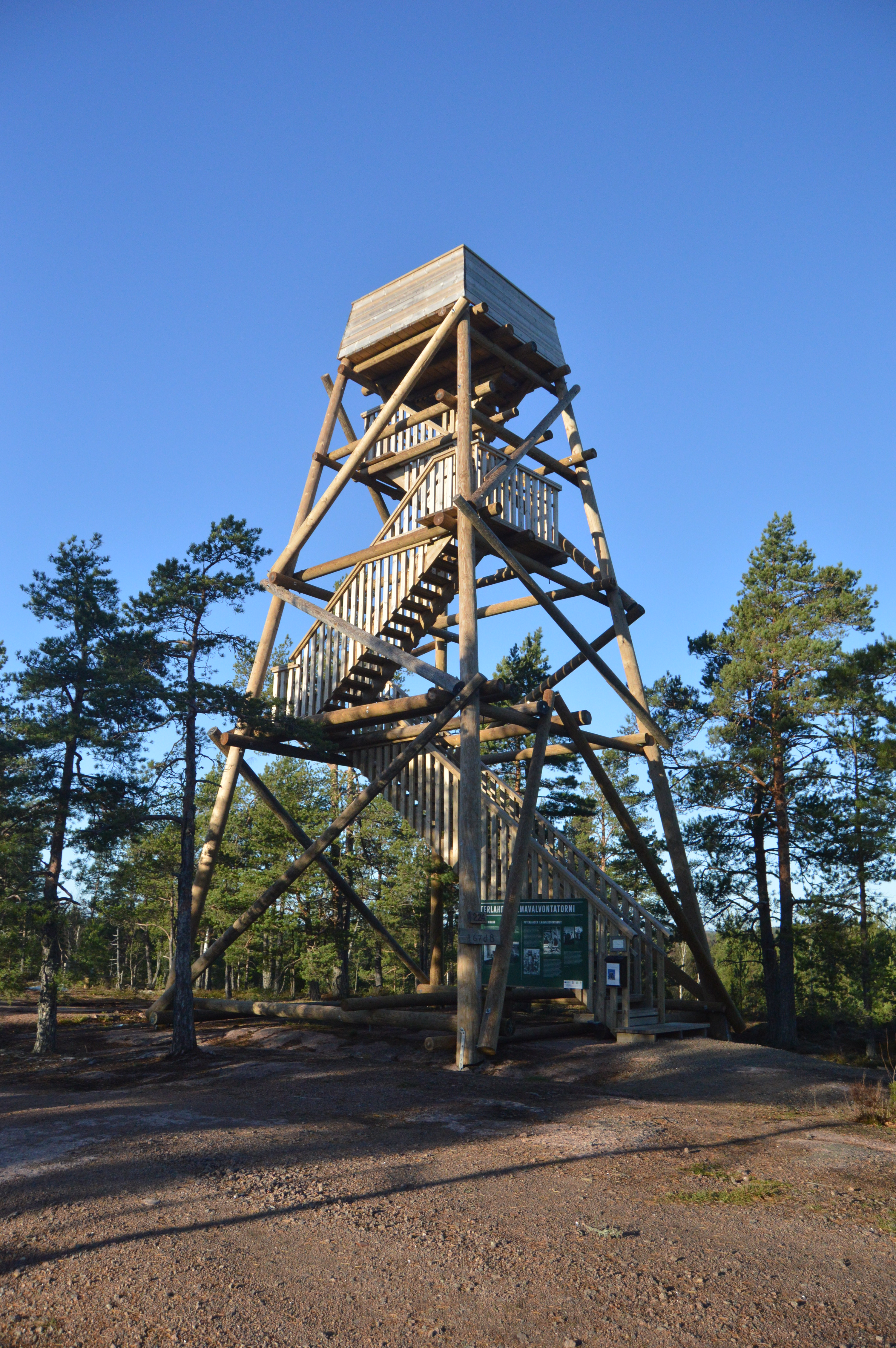
Rekonstruktion av luftbevakningstorn i Pyterlahti i Finland

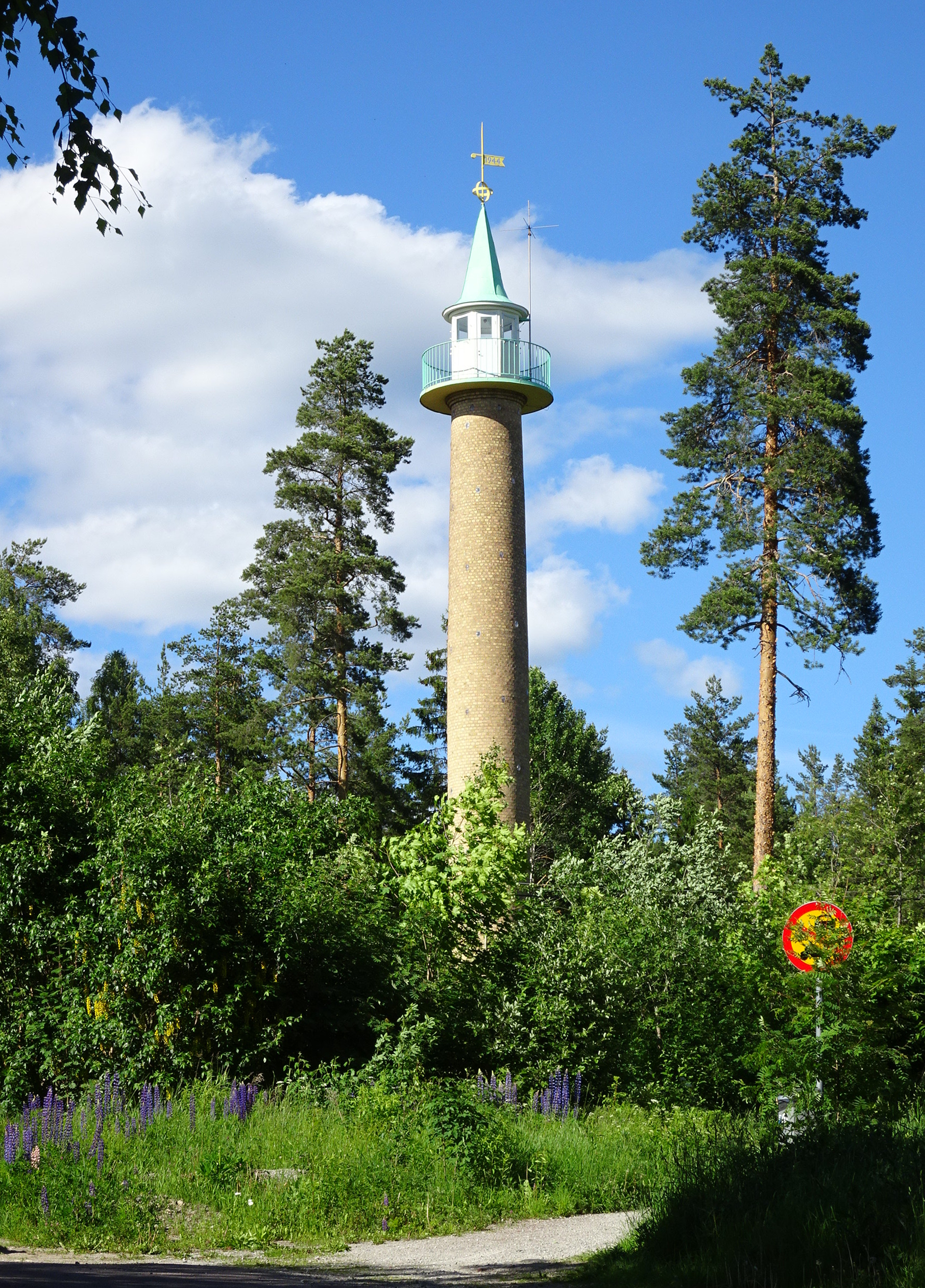
Fagersta luftbevakningstorn

En luftbevakningsstation , eller luftbevakningstorn, var placerad i en hög byggnad eller i ett torn. De uppfördes från omkring 1923, och framför allt under andra världskriget, för att observera rörelser av fientligt flyg.
Tornen var vanligtvis enkla fackverkskonstruktioner av stål eller trä, som bar upp en plattform eller korg med kommunikationsutrustning och kompasskiva, men det förkom också mer permanenta konstruktioner som det 26 meter höga luftbevakningstornet i Fagersta från 1944, som är murat i gult tegel.

## Optisk luftbevakning
Under den epok som luftbevakningstorn användes fanns inte radar, eller tillräckligt effektiv radar, utan övervakning av fientligt flyg skedde med optisk spaning från luftbevakningstorn. Uppgifter om upptäckta flygplan vidarebefordrades till en luftbevakningscentral via direkttelefon. I luftbevakningscentralen markerades flygplanens läge på en lägeskarta. Luftbevakningscentralen rapporterade till närmaste flygvapenförband med jaktflygplan.
Luftbevakningstornen kom under och efter andra världskriget till stor del att bemannas av frivillig kvinnlig personal ur Svenska Lottakåren, så kallade "tornsvalor".
Den optiska luftbevakningen fick ett uppsving under andra världskriget, när hotbilden kom allt närmare landets gränser. Många luftbevakningscentraler tillkom vid denna tid, och deras utrustning och metodik förbättrades. Den optiska luftbevakningen levde kvar länge under  efterkrigstiden som ett komplement till nya radarbaserade övervakningssystem.
Luftbevakningen sköttes fram slutet av andra världskriget av armén och hade upp till 14 500 krigsplacerade män och kvinnor. Ansvaret överfördes därefter 1948 till flygvapnet. Verksamheten integrerades i Stril 50 såsom krigsförband med värnpliktiga och frivilliga genom Flygvapenfrivilligas Riksförbund och Svenska Lottakåren.
Luftbevakningstornen togs efter hand ur bruk. År 1992 upphörde all optisk luftbevakning och de flesta tornen revs.

## Luftbevakningstorn i Sverige
I Sverige uppfördes omkring 1 500 luftbevakningstorn under andra världskriget. Också höga byggnader som vattentorn och fyrar användes som observationsplatser.
Efter andra världskriget uppfördes många luftbevakningstorn enligt det standardiserade ståltornet m/56 med varierande höjd, uppemot 30 meter.
Exempel på bevarade torn:
- Fagersta luftbevakningstorn i Fagersta (60°0.666′N 15°47.997′Ö / 60.011100°N 15.799950°Ö)
- Tomtabackens luftbevakningstorn i Malmbäcks socken i Nässjö kommun[4] (57°30′01″N 14°28′12″Ö / 57.50028°N 14.47000°Ö )
- Luftbevakningstornet i Tingstäde[5][6] (57°44′20″N 18°37′25″Ö / 57.73902°N 18.62361°Ö )
- Luftbevakningstorn på Högberget, norr om Bjursås[7] (60°48′04″N 15°23′38″Ö / 60.80111°N 15.39389°Ö)
- Luftbevakningstorn i Boden[8] (65°48′12″N 21°40′16″Ö / 65.80333°N 21.67111°Ö)

## Brandbevakningstorn
En del av tornen uppfördes som brandbevakningstorn. Omkring 325 sådana uppfördes sammanlagt till och med andra världskriget, varav 35 i stål. Ett hundratal var uppförda före krigsutbrottet 1939.

## Bildgalleri

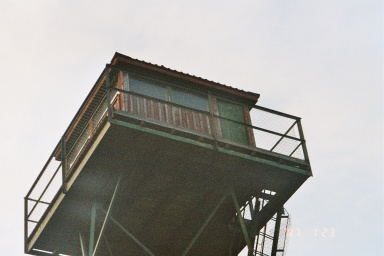
Tomtabackstornet